# 谢迺堂
谢迺堂（1962年—），广西防城港人，汉族，中华人民共和国政治人物、第十一届全国人民代表大会广西地区代表。
毕业于广西中医学院中药专业。担任广西梧州市副市长。2008年起担任全国人大代表。